# Sajjid Abaza
Sajjid Fahmi Abaza (arab. سيد فهمي أباظة; ur. w 1897, zm. w listopadzie 1962) – egipski piłkarz, uczestnik Igrzysk Olimpijskich 1920, 1924 i 1928.
Zawodnik wystąpił we wszystkich spotkaniach, jakie reprezentacja Egiptu rozegrała podczas igrzysk w 1920 i 1928 roku. Był także w kadrze Egiptu na turniej olimpijski w 1924 roku, ale nie wystąpił wówczas w żadnym spotkaniu. W meczu z Jugosławią na igrzyskach w 1920 roku, wygranym przez Egipt 4:2, zdobył dwie bramki.